# كيكو كيشي
كيكو كيشي (باليابانية: 岸惠子؛ بالكانا: きし けいこ) هي كاتِبة وممثلة يابانية، ولدت في 11 أغسطس 1932 في يوكوهاما في اليابان. من الجوائز التي نالتها وسام الشمس المشرقة.

## أعمال

### أفلام
- (1964) كوايدان

## جوائز
- وسام الشمس المشرقة

## وصلات خارجية
- كيكو كيشي على موقع IMDb (الإنجليزية)
- كيكو كيشي على موقع ألو سيني (الفرنسية)
- كيكو كيشي على موقع أول موفي (الإنجليزية)
- كيكو كيشي على موقع قاعدة بيانات الأفلام السويدية (السويدية)
- كيكو كيشي على موقع قاعدة بيانات الفيلم (الإنجليزية)
- كيكو كيشي على موقع كينوبويسك (الروسية)